# Daniela Scalia
Pour les articles homonymes, voir Scalia.
 (août 2021).
 (août 2021).
Daniela Scalia, née le 9 novembre 1975 à Vérone, est une journaliste, animatrice de télévision, productrice et actrice italienne.

## Télévision
De 2004 à 2012, elle a été l'une des principales journalistes de Sportitalia. Elle a travaillé aussi pour les chaînes italiennes de Eurosport.
Depuis 2007, elle a commencé à s'occuper de rugby avec Si Rugby, écrit et présenté avec Luca Tramontin, Gianluca Veneziano et le recordman italien Stefano Bettarello .
De 2008 à 2010, elle a présenté le magazine quotidien Prima ora .
En 2011, elle a conçu et présenté avec Luca Tramontin le webshow Oval Bin, un magazine de curiosité, d'histoire et de musique, dans lequel ne sont pas manqué les expérimentations des conducteurs dans des divers codes de balle ovale ou en disciplines liées au rugby.
La même année, toujours en binôme avec Tramontin, elle a suivi l'édition de la Coupe du monde de rugby en Nouvelle-Zélande pour le site Sport Mediaset avec une série d'articles entre technique et costume du ballon ovale.
De février à mai 2013, elle s'est occupé, toujours avec Luca Tramontin, de l'émission ESP Hockey, diffusée sur la chaîne Espansione TV, une émission consacrée au championnat suisse de hockey sur glace.
Depuis octobre 2017, elle anime l'émission FUNalysis sur Sportitalia, un magazine d'histoire, de culture et d'humour sportif.
Sport Crime est la série télé écrite par Daniela Scalia et Luca Tramontin dont les événements tournent autour des enquêtes sportives de l'agence Seams,,.

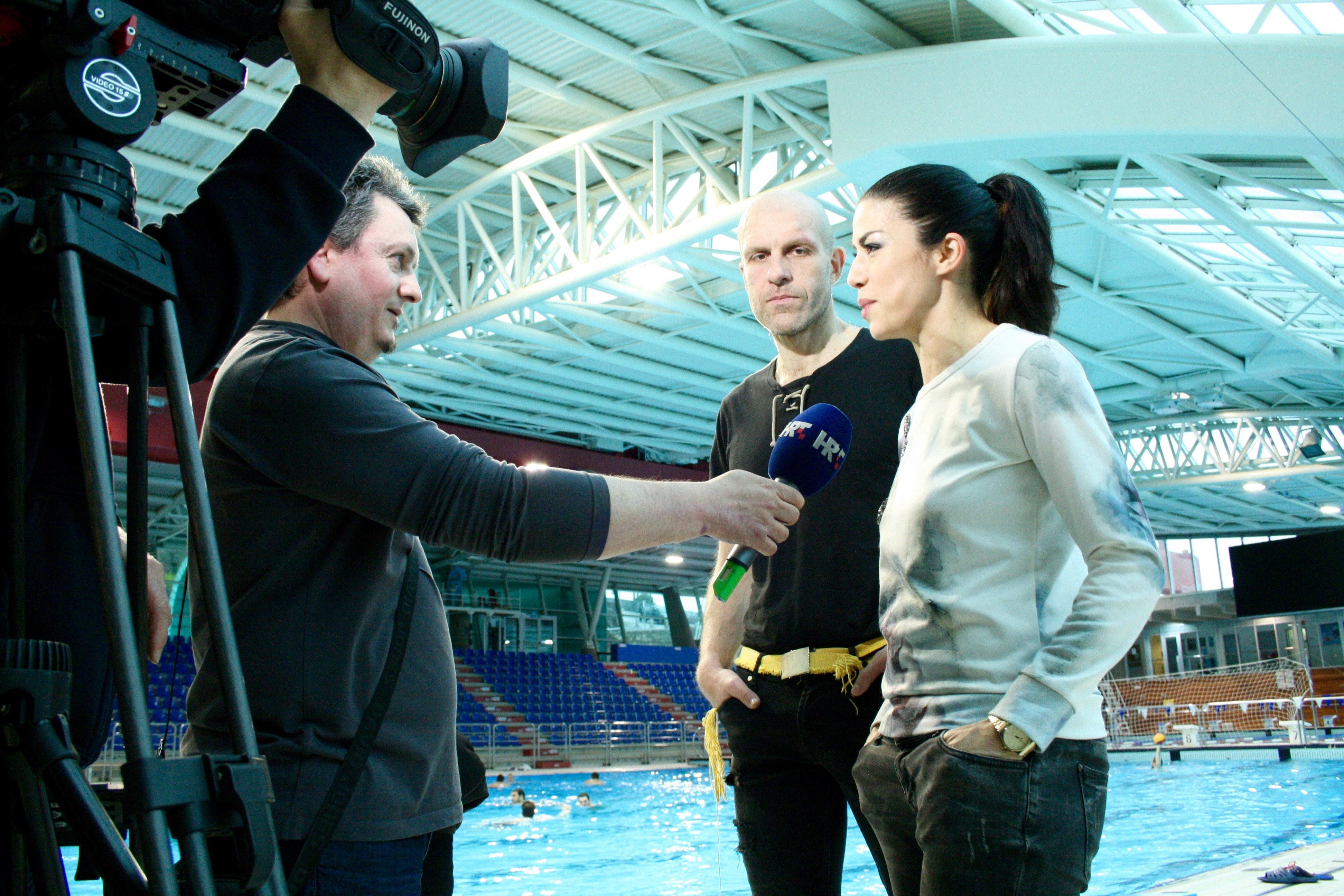
Entretien avec Daniela Scalia sur HRT1

Au festival MIPTV de Cannes 2016, Scalia et Tramontin ont présenté The Legacy Run, le téléfilm qui anticipe les thèmes, les atmosphères et certains personnages de la série et qui a parmi les protagonistes Nino Castelnuovo, qui joue le rôle de Kenny Butler.
Depuis janvier 2020, elle est directeur adjoint de Sportdipiù, avec une colonne fixe ("Vérone Sud"). Depuis avril 2020, elle anime la rubrique Sport en images de sport dans le cinéma sur Globetodays.

## Expériences sportives

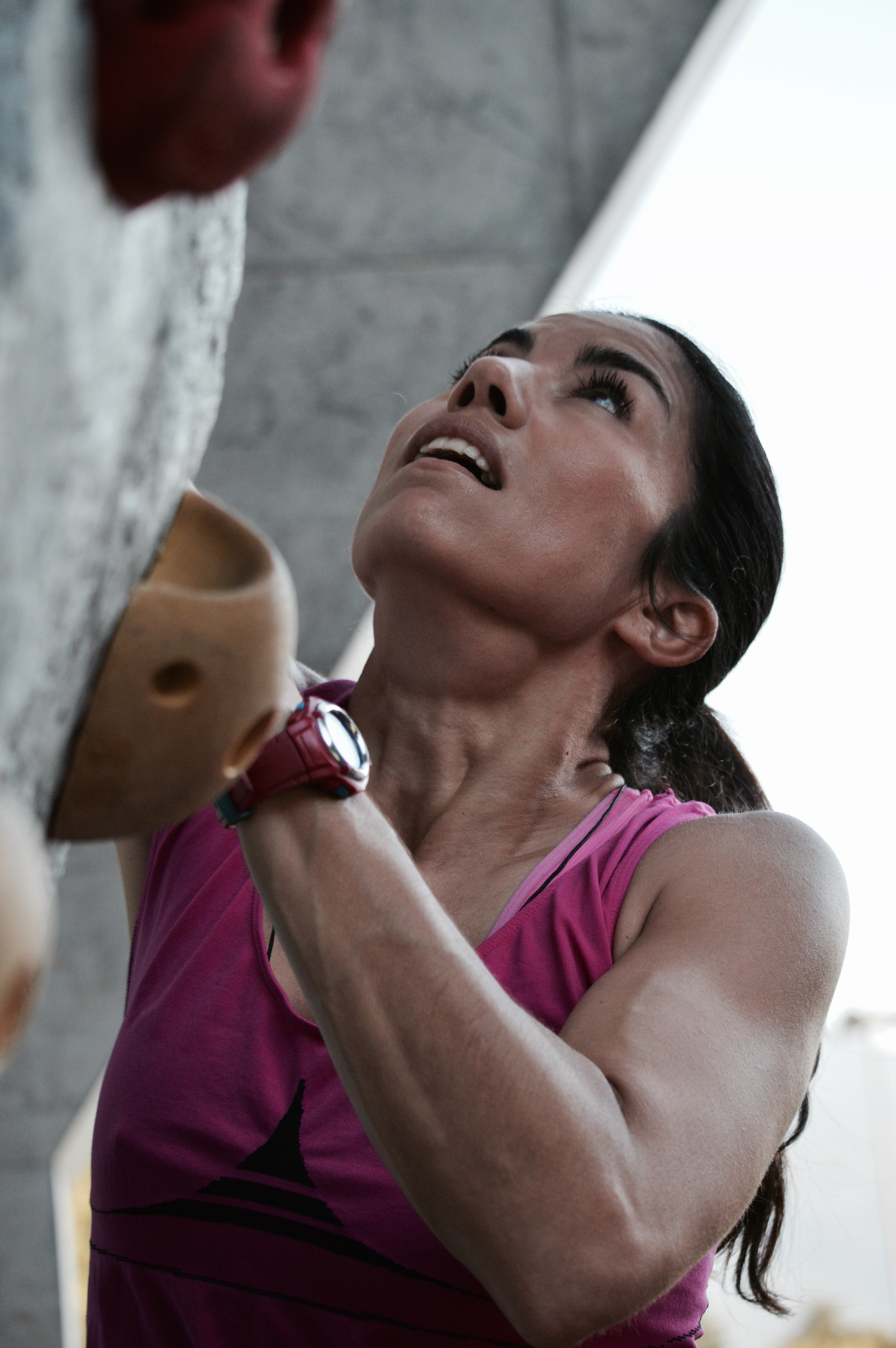

En 2009, elle a commencé à jouer au football australien et a obtenu une présence internationale en tant que capitaine de l'Italie contre l'Irlande lors de la Coupe d'Europe 2010 à Parabiago (MI),. En 2011, elle est parmi les fondateurs de la ligue Orules mais doit suspendre son activité sportive en raison d'un problème aux ligaments du genou datant de l'époque du volley.
En novembre 2014, elle a représenté l'Italie dans le football gaélique lors des débuts internationaux contre la France à Toulouse. Elle est sur la liste des "Venetian Lionesses".
Elle joue au cricket depuis 2012. Elle a commencé avec Kingsgrove Milan puis en 2015, elle a déménagé au Olimpia Casteller Cricket Club à Postioma (TV), remportant la Coupe d'Italie et terminant deuxième du championnat. En août 2015, elle a représenté l'Italie lors de la tournée en Irlande et à Jersey, où les bleus ont remporté le tournoi européen. En 2016, elle est devenue championne d'Italie.
En 2015, elle rejoint l'équipe ASD Rugby Casale, faisant ses débuts en Serie A le 12 avril 2015 lors du match de Turin entre le CUS et Casale.
Elle pratique également différents types de hockey, comme raconte l'émission Oval Bin.
Daniela Scalia a aidé son collègue Luca Tramontin à entrainer des personnes handicapées avec une formule de balle ovale plein contact conçue et adaptée aux besoins et capacités des joueurs,.
Elle est proche de différentes formes de sports collectifs pour handicapés qu'elle organise et essaie de pratiquer elle-même,.
Elle entraine aussi les jeunes footballeurs avec un protocol exclusif de formation physique et mentale qui s'appelle Rugball. Le club du FC Lugano a été le premier au monde à l'appliquer.